# Gare du Palais
Gare du Palais ("Estación del Palacio") es una estación de trenes y autobuses en la ciudad de Quebec, Quebec, Canadá. Su nombre proviene de su proximidad a la antigua ubicación del Palacio del Intendente de Nueva Francia. Es atendido por Via Rail, el ferrocarril nacional de pasajeros de Canadá, y por la empresa privada de autobuses Orléans Express.
Construida en 1915 por el Canadian Pacific Railway, la estación castillo de dos plantas tiene un diseño similar al hotel Château Frontenac. La estación no tuvo servicio ferroviario de pasajeros de 1976 a 1985. Reabrió sus puertas en 1985 y es el término este de los servicios del corredor de Via Rail en Ontario y Quebec, y presta servicios diarios regulares al oeste hasta la estación central de Montreal y Ottawa a través de Drummondville, para como máximo 10 trenes por día. Fue designada estación de tren patrimonial en 1992.

## Historia
A partir de 1850, la revolución ferroviaria se expandió por la provincia de Quebec y por todo Canadá. La ciudad de Quebec permaneció aislada en la costa norte del río San Lorenzo; dos empresas privadas no consiguieron financiación mientras Grand Trunk Railway presionaba contra la posible competencia en Londres. Finalmente, la ciudad de Quebec concedió 1 millón de dólares a North Shore Railway (NSR), fundada por la burguesía quebequense, para conectar Quebec y Montreal por ferrocarril. Alrededor de 1872, la NSR construyó la primera Palais Station.

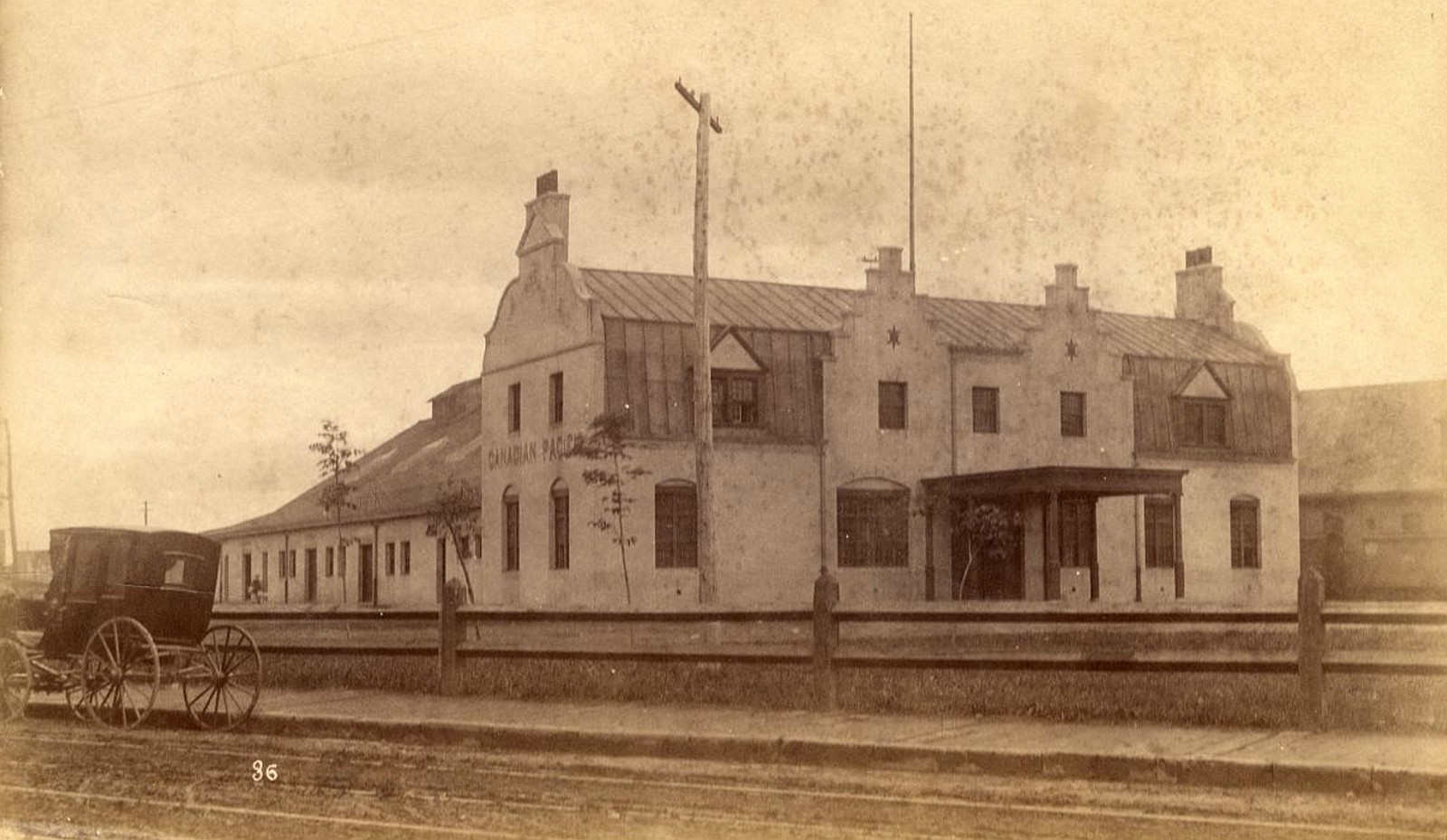
Antigua estación en 1894.

En 1875, la falta de fondos llevó a la NSR a transferir sus activos al gobierno de Quebec, que fundó el Ferrocarril de Quebec, Montreal, Ottawa y Occidental (QMO&OR). A finales de 1877, QMO&OR había construido el ferrocarril entre Quebec y Ottawa. De 1880 a 1890, el ferrocarril de Quebec y el lago St-John (QLSJR) se unió al QMO&OR para ingresar a la ciudad de Quebec desde el oeste y llegar a la estación Palais como se indica en los horarios de la época. En 1882, QMO&OR vendió la línea Montreal-Ottawa a la Canadian Pacific Railway (CPR) y la línea Quebec-Montreal en 1885.
En 1915, el CPR construyó la actual estación diseñada por el arquitecto H. E. Prindel en estilo "Château de la Loire". "El exterior del edificio era de granito Argenteuil, piedra caliza de Deschambault y ladrillo Citadel con techos altos e inclinados de cobre. Una ventana de 40 pies sobre la entrada contenía las armas de siete de los nombres históricos de Quebec: Montmagny, de Tracy, Beauharnois, Montcalm. , Wolfe, Frontenac y Talon. En las bases de sus torretas había cartuchos con la flor de lis francesa, la rosa Tudor, el cardo escocés y el trébol irlandés, respectivamente. En lo alto del techo había un reloj ornamental con una esfera de dos metros y medio de ancho. de diámetro rematado con los brazos de la ciudad. El vestíbulo de venta de entradas medía 65 x 45 pies con un espacio libre de 60 pies hasta un tragaluz de vidriera con un mapa del CPR. La explanada/sala de espera medía 125 x 62 pies y 40 pies de alto. en el interior de ladrillo de las paredes estaban grabados símbolos heráldicos de las razas fundadoras".

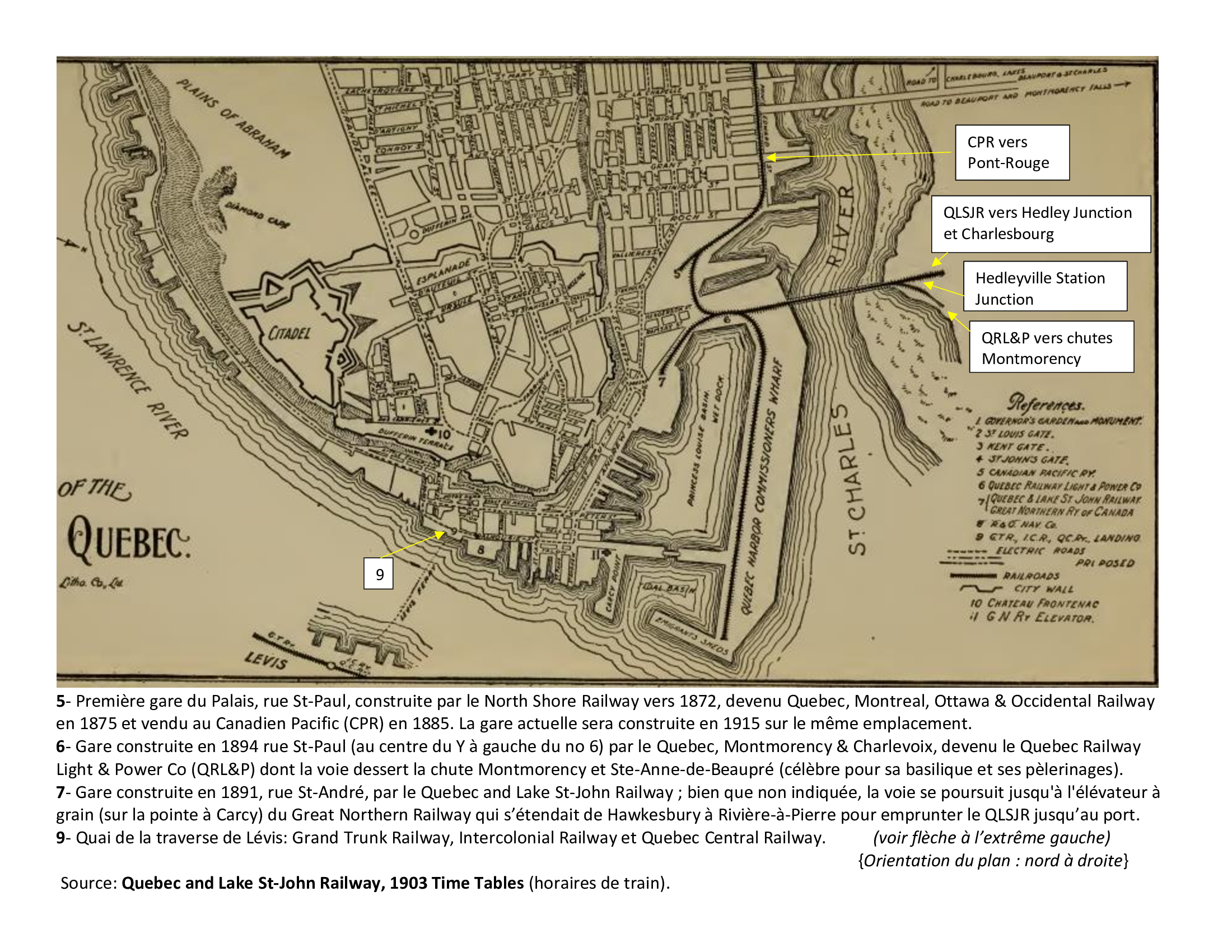
Mapa de 1903 de 3 estaciones cercanas.

Después de la construcción del Puente de Quebec en 1917, la Estación Palais se llamó Union Station porque Canadian Pacific compartía las instalaciones con el National Transcontinental Railway y el Quebec Central Railway; El Canadian National hasta 1929 utilizó la antigua estación QLSJR construida en 1891 en la cercana Parent Square. El Ferrocarril de Quebec Luz y Energía también tenía su estación cerca (antigua Quebec, Montmorency y Charlevoix). De hecho, ambas estaciones de Palais recibieron pasajeros de siete ferrocarriles diferentes: Quebec, Montreal, Ottawa & Occidental Railway (que se convirtió en Canadian Pacific), Quebec and Lake St-John Railway desde 1880, Great Northern Railway of Canada en 1900 (a través de QLSJR en Rivière-à-Pierre), Quebec, Montmorency & Charlevoix (se convierte en Quebec Railway Light & Power Co.) después de la construcción del puente giratorio sobre el río St-Charles en 1891, el Canadian Northern Railway compró el Great Northern en 1907 y, en 1909, construyó una línea desde Garneau Junction al norte de Shawinigan hasta Hedley Junction de QLSJR, el National Transcontinental Railway en 1917 (tercer transcontinental después de CPR y CNoR) y el Quebec Central Railway que utilizó un ferry desde Lévis para llegar a Quebec antes del Puente de Quebec.
En 1918, muchos ferrocarriles estaban al borde de la quiebra y el gobierno canadiense (que creó el problema al construir la NTR en las regiones despobladas del norte de las provincias) fundó la Canadian National Railway para racionalizar la industria ferroviaria y nacionalizar el QLSJR, el CNoR, el NTR. y el Grand Trunk.

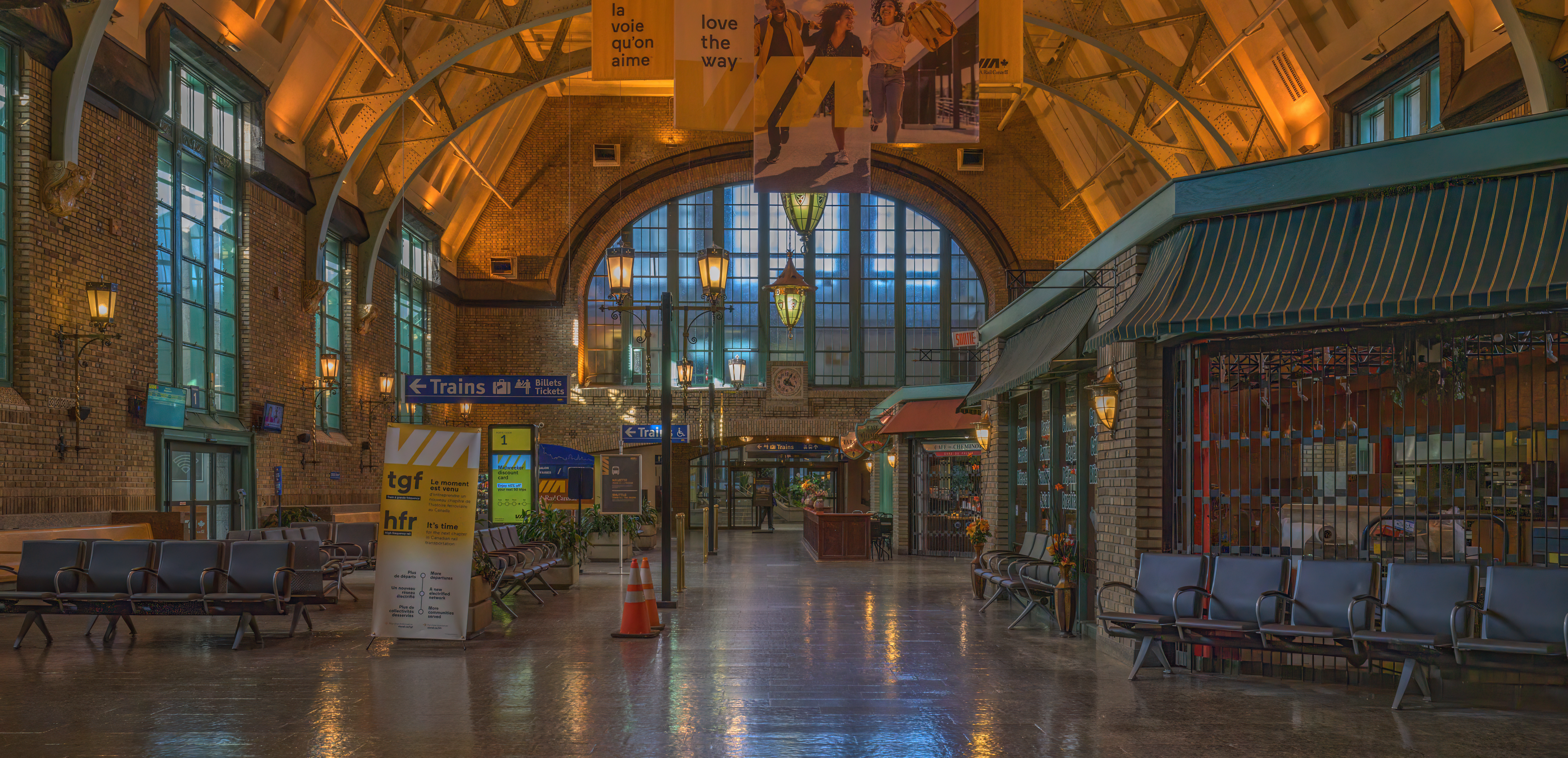
Interior actual de la estación.

Desde mediados de la década de 1930 hasta mediados de la de 1950, la estación fue el término norte de una ruta de tren de pasajeros, el Connecticut Yankee, desde la ciudad de Nueva York, hasta el valle del río Connecticut hasta Sherbrooke y Quebec.
En 1976, la ciudad expropió la estación Palais para construir la autopista Dufferin-Montmorency. Los raíles fueron retirados hasta la parada de Cadorna, en el polígono industrial de Saint-Malo, donde el CPR construyó una nueva estación (a 5 kilómetros al oeste de la estación Palais, cerca de la calle St-Sacrement). La CNR utilizó su estación de Sainte-Foy, al oeste del puente de Quebec. El 2 de diciembre de 1979, la estación Sainte-Foy se convierte en la estación de pasajeros de Via Rail. El 8 de noviembre de 1985, la estación Palais reabrió sus puertas después de una renovación de 28 millones de dólares canadienses. Como se eliminaron los rieles al sur del río Saint-Charles, los trenes deben circular por el lado norte desde el cruce de Allenby (CPR y National Transcontinental) en la división CNR Lairet (construida por CNoR) hasta Hedley Junction (línea QLSJR desde Rivière-à- Pierre fue abandonado en 1997), luego gira hacia el sur, cruza el río Saint-Charles y llega a la estación Palais. La Canadian Pacific Railway ya no llega a la estación Palais desde que vendió sus rieles al norte del río San Lorenzo al Quebec Gatineau Railway.

## Origen del nombre
La estación toma su nombre de Palais Street, que lleva el nombre del palacio (ahora destruido) del Intendente de Nueva Francia. La entrada principal a la estación se encuentra ahora en la rue de la Gare-du-Palais (el nombre cambió en 1986).

## Autobús entre ciudades
Gare du Palais es la terminal de autobuses entre ciudades del centro de la ciudad de Quebec.
| Compañía        | Destinos                                                 |
| --------------- | -------------------------------------------------------- |
| Autobús A1      | Thetford Mines                                           |
| Autobús Breton  | Saint-Georges                                            |
| Intercar        | Alma, Saguenay, Baie-Comeau, Sept-Îles                   |
| La Québécoise   | Victoriaville, Sherbrooke                                |
| Orléans Express | Trois-Rivières, Drummondville, Montreal, Rimouski, Gaspé |